# Egeralja
Egeralja es un pueblo ubicado en el distrito de Devecser, en el condado de Veszprém, Hungría.

## Superficie
Posee una superficie de 8,940 kilómetros cuadrados.

## Demografía
Hasta 2019 la población era de 219 habitantes, con una densidad de población de 24,50 habitantes por kilómetro cuadrado.